# 韓電KDN
韓電KDN（かんでんケイディーエヌ　朝：한전KDN）は、大韓民国のIT企業である。韓国電力公社が株式の100％を保有し、韓国電力の発電、送変電、配電、販売に至るITサービスを担っている。本社は全羅南道羅州市。

## 歴史
- 1992年1月23日 - セル情報通信として設立
- 1993年5月26日 - 技術研究所設立
- 1996年4月20日 - 韓電情報ネットワークに社名変更
- 2000年4月20日 - 韓電KDＮに社名変更